# Stereodon ochraceus
Stereodon ochraceus là một loài Rêu trong họ Hypnaceae. Loài này được (Turner ex Wilson) Mitt. mô tả khoa học đầu tiên năm 1864.